# Биргир Ислейфюр Гюннарссон
Биргир Ислейфюр Гюннарссон (исл. Birgir Ísleifur Gunnarsson; 19 июля 1936, Рейкьявик — 28 октября 2019, Коупавогюр) — исландский политик и адвокат. 8-й мэр Рейкьявика (1972—1978), управляющий Центрального банка Исландии (1991—2005). Член альтинга от Партии независимости (1979—1991).

## Биография
Родился в Рейкьявике 19 июля 1936 года. Отец — Гюннар Эспоулин Бенедиктссон (1891—1955), прокурор Верховного суда Исландии, мать — Йоурюнн Ислейфсдоуттир (1910—1999), домохозяйка. Закончил школу в 1955 году. В 1961 году окончил юридический факультет Исландского университета.
В 1961—1963 годах руководитель «Молодых независимых» — молодёжного крыла Партии независимости. В 1963—1972 годах руководил собственной юридической фирмой в Рейкьявике. Мэр Рейкьявика с декабря 1972 по май 1978 года. Приказом от 8 июля 1987 года назначен министром образования, пробыл на посту до 28 сентября 1988 года. С 1979 по 1991 год — член альтинга от Партии независимости. Управляющий Центрального банка Исландии в 1991—2005 годах.
Умер 28 октября 2019 года в возрасте 83 лет.

### Личная жизнь
Жена — Соня Бекмен (1938—2019). Дети: Бьёрг Йоуна (1957), Гюннар Йоуханн (1960), Ингюнн Мьёдль (1970), Лиля Дёгг (1970).